# North Lauderdale
North Lauderdale é uma cidade localizada no estado americano da Flórida, no condado de Broward. Foi incorporada em 1963.

## Geografia
De acordo com o United States Census Bureau, a cidade tem uma área de 12 km², onde 11,9 km² estão cobertos por terra e 0,1 km² por água.

### Localidades na vizinhança
O diagrama seguinte representa as localidades num raio de 8 km ao redor de North Lauderdale.

## Demografia
Segundo o censo nacional de 2010, a sua população é de 41 023 habitantes e sua densidade populacional é de 3 450,8 hab/km². É a localidade mais densamente povoada do condado de Broward. Possui 14 709 residências, que resulta em uma densidade de 1 237,3 residências/km².